# Tegenaria paragamiani
Tegenaria paragamiani là một loài nhện trong họ Agelenidae.
Loài này thuộc chi Tegenaria. Tegenaria paragamiani được miêu tả năm 2008 bởi Deltshev.